# Тонгибари (подокруг)
Тонгибари (бенг. টঙ্গিবাড়ী, англ. Tongibari) — подокруг в центральной части Бангладеш в составе округа Муншигандж. Административный центр — город Тонгибари. Площадь подокруга — 149,96 км². По данным переписи 1991 года численность населения подокруга составляла 176 881 человек. Плотность населения равнялась 1180 чел. на 1 км². Уровень грамотности населения составлял 35,6 %. Религиозный состав: мусульмане — 90,94 %, индуисты — 9,03 %, прочие — 0,03 %.